# Papa Louie
Papa Louie este o serie de jocuri video cunoscute în mod obișnuit ca gameria de tipul jocului de management al diferitelor restaurante începând cu Papa's Pizzeria pe computer. Există aplicații pentru Android și iOS pentru aceste jocuri, deoarece motorul principal al acestor jocuri, Adobe Flash Player, nu mai funcționează de la ianuarie 2021.
Primul joc Papa Louie a fost lansat la 2006 şi a fost disponibil pe Kongregate.